# Gewächshaus-Ohrwurm
Der Gewächshaus-Ohrwurm (Euborellia arcanum) ist eine wenig erforschte Art der zu den Insekten gehörenden Ohrwürmer. Der genaue Ursprung der Art ist unbekannt, sie wurde jedoch vermutlich aus Nordamerika nach Europa eingeschleppt.

## Merkmale
Die Körperlänge der adulten Tiere beträgt 20–26 mm.
MännchenDer Kopf ist so lang wie breit. Die Augen sind schwarzbraun. Die Antennen bestehen aus 21 Gliedern. Das erste Antennenglied ist lang und an der Basis verengt, es ist so lang wie das 2. bis 4. Antennenglied zusammen. Das zweite Antennenglied ist breiter als lang, das 3. Antennenglied länger als das vierte. Die Antennenglieder 2 bis 6 sind zylindrisch, die übrigen konisch. An allen Antennengliedern findet sich eine Pubeszenzbehaarung. Das Pronotum ist glatt und etwas länger als breit, die Seitenränder verlaufen parallel. Das Mesonotum und Metanotum sind breiter als lang und glatt. Tegmina (Elytren) und Flügel fehlen. Die verhältnismäßig langen Beine sind einheitlich gelblich, an den Tibien befinden sich zahlreiche Setae. Die Länge des Metatarsomers 1 ist nahezu identisch zur Länge von Metatarsomer 2 und 3 zusammen. Das Abdomen wird zum Körperende hin breiter. Die Genitalien besitzen kurze Paramere, die 1,2 × so lang wie breit sind.
WeibchenIn den meisten Merkmalen sind Weibchen und Männchen vergleichbar. Das vorletzte Sternit ist jedoch posterior verengt und der posteriore Rand ist breit gerundet. Die Spitzen der Zangen (Forceps oder Cerci) berühren sich.
NymphenDas erste Nymphenstadium ist hellbraun bis braun gefärbt, mit einem dunkleren Kopf und ist glänzend. Die Antennen sind hellbraun mit Ausnahme von Antennomer 7, das weiß oder gelblich ist. Die Beine sind hellbraun bis braun, die Femora dunkel gestreift. Das letzte Tergit und die Zange sind rötlichbraun. Der Kopf ist so breit wie lang. Die späteren Nymphenstadien unterscheiden sich in der Körpergröße und Anzahl der Antennenglieder. Zudem verschiebt sich die Position der hellen Antennomere (Antennenglieder): Im 2. Nymphenstadium ist es mindestens das Antennomer 10, im 3. Nymphenstadium das Antennomer 12 oder 13, im 4. Nymphenstadium das Antennomer 13 oder 14 und im 5. Nymphenstadium das Antennomer 15 oder 16.
EierDie Eier sind weiß, glatt, elliptisch und messen 1,2 mm in der Länge und 0,95 mm in der Breite.

### Ähnliche Arten
Sehr ähnlich sind die neotropischen Arten Euborellia peregrina und Euborellia antoni, jedoch unterscheiden sie sich durch die Form des Pronotums, das sich posterior verbreitert und die Form der männlichen Zangen und Genitalien. Auch der Südliche Ohrwurm (Euborellia annulipes) ist der Art relativ ähnlich, unterscheidet sich aber beispielsweise durch die Färbung der Beine. Weiterhin können Verwechslungen mit Anisolabis maritima oder Euborellia moesta auftreten.

## Verbreitung
Der Gewächshaus-Ohrwurm wurde bisher überwiegend in den US-Bundesstaaten Hawaii, Texas, Louisiana, Mississippi, Alabama, Florida, Georgia, South Carolina, North Carolina und Virginia gefunden. Auch Vorkommen in Kalifornien, Oklahoma und Pennsylvania sind bekannt. In Europa ist die Art aus Deutschland bei Potsdam und Leipzig, in Dänemark bei Kopenhagen und in Österreich in Wien bekannt.
In Leipzig, Potsdam und Wien wurde die Art in Gewächshäusern gefunden. Nach Europa wurde die Art vermutlich über Pflanzenmaterial aus Florida verschleppt, wobei der Ursprungsort der Art unbekannt bleibt.

## Taxonomie
Die Art wurde von Danilo Matzke und Petr Kočárek erstbeschrieben. Der Holotyp stammt aus dem Gondwanaland im Zoo Leipzig und ist ein Männchen. Das Art-Epitheton arcanum spielt auf die unbekannte Herkunft der europäischen Exemplare an.
Phylogenetische Untersuchungen lassen vermuten, dass die Art eigentlich in die Gattung Anisolabella eingeordnet werden müsste.